# Johann Christoph Döderlein
Johann Christoph Döderlein (Bad Windsheim, 20 gennaio 1745 – Jena, 2 dicembre 1792) è stato un teologo tedesco.
La sua opera più importante fu Institutio theologi christiani nostris temporibus pubblicato nel 1780. Fu professore all'Università di Jena.
Johann era il padre del filologo Johann Christoph Wilhelm Ludwig Döderlein, noto come Ludwig.